# Smalbladet ask
Smalbladet Ask (Fraxinus angustifolia) er et middelstort, løvfældende træ med en opret vækstform og gennemgående, ret stamme. Kronen er kegleformet med udspærrede, senere overhængende grene. 

## Beskrivelse
Barken er først glat og lysegrøn. Senere bliver den først olivengrøn med ganske få, lyse porer. Til sidst er den grå og opsprækkende (som Ask). Knopperne er matte, rødbrune og modsatte til let forskudte, runde eller kegleformede og fint hårklædte. Bladstilken er spinkel og rødlig, og den efterlader et næsten rundt bladar. 
Bladene er uligefinnede med elliptiske småblade, der har tandet rand. Oversiden er friskt grøn og læderagtig, mens undersiden er en smule lysere med ganske få hår langs ribberne. Høstfarven er rødbrun. Blomsterne er grønlige og bittesmå, samlet i korte klaser. Frugterne er de velkendte, vingede nødder.
Rodnettet er kraftigt med enkelte dybtgående "sænkere". Mange af de planter, der er i handlen er dog podet på en rod af Ask.
Højde x bredde og årlig tilvækst: 25 × 15 m (50 × 30 cm/år). Målene kan anvendes ved udplantning.

## Hjemsted
Smalbladet Ask hører hjemme i floddale på kalkrig bund i det sydlige og sydøstlige Europa og i Nordafrika. Her findes den sammen med f.eks. Platan, Hvid-Pil og Sølv-Poppel.
| Portal | Portal:Botanik |